# Thierry Le Roy
Pour les articles homonymes, voir Le Roy.
Thierry Le Roy, né le 12 janvier 1947 à Londres, est un haut fonctionnaire français.

## Biographie
Thierry Le Roy est diplômé d'études supérieures en droit public et de l'Institut d'études politiques de Paris (section Service public, promotion 1968), et ancien élève de l'École nationale d'administration (promotion Simone-Weil, 1974). Il est affecté au Conseil d'État à sa sortie de l'ENA, et adhère au Parti socialiste la même année, où il appartient au Centre d'études, de recherches et d'éducation socialiste.
En 1981, il devient directeur du cabinet du secrétaire d'État chargé des immigrés, François Autain, puis en 1982, il est nommé chef des entreprises nationales au ministère de l'Industrie. En 1984, il rejoint le ministère de la Culture, où il est directeur du cabinet du ministre Jack Lang, puis directeur du Patrimoine en 1986, enfin directeur de la musique et de la danse de 1991 à 1993. Il est chargé de mission au cabinet de Jean-Pierre Chevènement, ministre de l'Intérieur, de 1997 à février 1999, date à laquelle il devient délégué aux affaires internationales dans ce même ministère.
De 1996 à 2001, il est conseiller municipal d'Issy-les-Moulineaux. En 1997, il est candidat aux élections législatives sous l'étiquette du Mouvement des citoyens dans la 10e circonscription des Hauts-de-Seine.
Le 29 octobre 2000, il est nommé président du conseil d'administration de l'Institut des hautes études de défense nationale. De 2001 à 2002, il est préfet de la Dordogne.
Devenu président de l'Office du tourisme et des congrès de Paris en 2011, il est élu en 2014, conseiller municipal de Saint-Antonin-Noble-Val en Tarn-et-Garonne. En outre, il préside France terre d'asile de 2016 à 2022.